# Handelskammer für das Fürstentum Reuß älterer Linie
Die Handelskammer für das Fürstentum Reuß älterer Linie war eine Handelskammer mit Sitz in Greiz.

## Geschichte
Mit Gesetz vom 18. Februar 1874 wurde im Fürstentum Reuß älterer Linie eine Handelskammer eingerichtet. Die Handelskammer war für das Gebiet des Fürstentums zuständig. Sie bestand aus 9 Mitgliedern. Fünf davon wurden von den Kaufleuten in Greiz, drei von den Kaufleuten in Zeulenroda und einer aus den Landgemeinden gewählt. Dazu kamen sechs Stellvertreter (3/2/1). Die Kammermitglieder wurden auf 6 Jahre gewählt, eine Wiederwahl war zulässig.
Das Fürstentum Reuß ä.L. war sehr klein und zersplittert. Die Handelskammer hatte dennoch eine gewisse Bedeutung, da das Fürstentum eine hochindustrialisierte Region war, siehe hierzu Industriebetriebe in Greiz und Umgebung. Nach der Novemberrevolution schloss sich Reuß älterer Linie zunächst 1919 mit Reuß jüngerer Linie zum Volksstaat Reuß zusammen und ging dann 1920 im neu geschaffenen Land Thüringen auf. 1923 wurden die 11 in Thüringen bestehenden Handelskammern zu drei Industrie- und Handelskammern in Gera, Weimar und Sonneberg zusammengefasst. Die Handelskammer in Greiz ging damit in der Ostthüringischen Industrie- und Handelskammer in Gera auf.

## Mitglieder

### Präsidenten
- Hermann Arnold (Fa. W. H. Arnold jun.)
- Karl Heinrich Eduard Schilbach
- Georg Alexander Schleber
- Paul Arnold (1898 bis 1923)

### Weitere Mitglieder
- Carl Anton Merz